# Pla de Manlleu
Pla de Manlleu es una entidad de población española del municipio de Aiguamurcia, perteneciente a la provincia de Tarragona, en la comunidad autónoma de Cataluña. En 2022, la entidad singular de población tenía empadronados 141 habitantes y el núcleo de población, 82.